# Чиганаки 2-е
Чиганаки 2-е — хутор в Кумылженском районе Волгоградской области России. Входит в состав Краснянского сельского поселения. Население 298 чел. (2010).

## География
Расположен в западной части региона, в пределах Хопёрско-Бузулукской равнины, являющейся южным окончанием Окско-Донской низменности, между лесозащитной полосой и правобережным притоком р. Медведица, русло которой находится в 3 км от селения. Хутор состоит из 6 обособленных кварталов. К хутору примыкают: х. Чиганаки 1-е и х. Точилкин по ул. Продольная.
Абсолютная высота 60 метров над уровнем моря.
Уличная сеть состоит из 11 географических объектов
- Переулки: Дорожный пер., Луговой пер., Миронова пер., Мужичий пер., Приозерный пер., Садовый пер.
- Улицы: ул. Веселая, ул. Молодёжная, ул. Почтовая, ул. Продольная, ул. Торговая.

## Население
| 2010 |
| ---- |
| 298  |

Гендерный состав
По данным Всероссийской переписи населения 2010 года в гендерной структуре населения из 298 человек мужчин — 151, женщин — 147 (50,7 и 49,3 % соответственно).
Национальный состав
Согласно результатам переписи 2002 года, в национальной структуре населения
русские составляли 77 % из общей численности населения в 363 чел..

## Инфраструктура
Почтовое отделение ЧИГАНАКИ-ВТОРЫЕ (адрес: Почтовая ул, 1А).
Личное подсобное хозяйство.

## Транспорт
Стоит на автодороге муниципального значения.